# Jon Lovitz
Jonathan Michael Lovitz, detto Jon (Los Angeles, 21 luglio 1957), è un comico, attore e personaggio televisivo statunitense, principalmente conosciuto come uno dei membri del cast di Saturday Night Live.

## Biografia
Lovitz nasce a Los Angeles, in California, il 21 luglio del 1957 da una famiglia ebraica di origini rumene, ungheresi e russe. Entra a far parte del cast di Saturday Night Live nelle stagioni dal 1985 al 1990. In seguito dichiarerà in un'intervista che il periodo dello show è stato il più memorabile della sua vita. Nei suoi primi due anni nello show ha ricevuto due nomination agli Emmy Award.
Dagli anni novanta in poi ha lavorato principalmente come attore cinematografico e televisivo. Ha avuto ruoli in Prima o poi me lo sposo, al fianco dell'ex collega al Saturday Night Live Adam Sandler, Mr. Destiny. Ha avuto anche un ruoli ricorrenti nelle serie televisive Friends e Las Vegas. Negli anni più recenti ha lavorato in The Producers - Una gaia commedia neonazista e La donna perfetta. Lovitz ha anche lavorato come doppiatore di cartoni animati, fra cui il personaggio di Artie Ziff ne I Simpson, ed attore a Broadway.
L'8 novembre 2007, a San Diego in California, Jon Lovitz ha inaugurato il proprio club per comici, chiamato The Jon Lovitz Comedy Club at Aubergine.

## Filmografia

### Cinema
- Jumpin' Jack Flash, regia di Penny Marshall (1986)
- Big, regia di Penny Marshall (1988)
- Ho sposato un'aliena (My Stepmother Is an Alien), regia di Richard Benjamin (1988)
- Mr. Destiny, regia di James Orr (1990)
- Fievel conquista il West (An American Tail: Fievel Goes West), regia di Phil Nibbelink, Simon Wells (1991) - voce
- Ragazze vincenti (A League of Their Own), regia di Penny Marshall (1992)
- Palle in canna (National Lampoon's Loaded Weapon 1), regia di Gene Quintano (1993)
- Scappo dalla città 2 (City Slickers II: The Legend of Curly's Gold), regia di Paul Weiland (1994)
- Bufera in Paradiso (Trapped in Paradise), regia di George Gallo (1994)
- Genitori cercasi (North), regia di Rob Reiner (1994)
- Prima o poi me lo sposo (The Wedding Singer), regia di Frank Coraci (1998)
- Matilda 6 mitica (Matilda), regia di Danny DeVito (1996)
- Happiness - Felicità (Happiness), regia di Todd Solondz (1998)
- Pensieri spericolati (High School High), regia di Hart Bochner (1998)
- Criminali da strapazzo (Small Time Crooks), regia di Woody Allen (2000)
- Little Nicky - Un diavolo a Manhattan (Little Nicky), regia di Steven Brill (2000)
- Rat Race, regia di Jerry Zucker (2001)
- Posta del cuore (Good Advice), regia di Steve Rash (2001)
- Come cani e gatti (Cats & Dogs), regia di Lawrence Guterman (2001) - voce
- La donna perfetta (The Stepford Wives), regia di Frank Oz (2004)
- The Producers - Una gaia commedia neonazista (The producers), regia di Susan Stroman (2005)
- Gli scaldapanchina (The Benchwarmers), regia di Dennis Dugan (2006)
- Southland Tales - Così finisce il mondo (Southland Tales), regia di Richard Kelly (2006)
- 2 Young 4 Me - Un fidanzato per mamma (I Could Never Be Your Woman), regia di Amy Heckerling (2007)
- Il gioco dei soldi (Casino Jack), regia di George Hickenlooper (2010)
- Sleight of Hand (2012)
- Hotel Transylvania, regia di Genndy Tartakovsky (2012) - voce
- Un weekend da bamboccioni 2 (Grown Ups 2), regia di Dennis Dugan (2013)
- The Ridiculous 6, regia di Frank Coraci (2015)
- Mother's Day, regia di Garry Marshall (2016)
- Killing Hasselhoff, regia di Darren Grant (2017)

### Televisione
- Friends - serie TV, episodi 1x15-9x14 (1995-2003)
- Due uomini e mezzo (Two and a Half Men) - serie TV, 1 episodio (2006)
- New Girl - serie TV, 2 episodi (2013-2014)
- I Simpson (The Simpsons) - serie TV, 12 episodi (1991-2015) - voce
- Tires - serie TV, 1 episodio (2025)

## Doppiatori italiani
Nelle versioni in italiano delle opere in cui ha recitato, Jon Lovitz è stato doppiato da:
- Manlio De Angelis in Pensieri spericolati, Ragazze vincenti, Scappo dalla città 2, Southland Tales - Così finisce il mondo, Friends (ep. 9x14)
- Giorgio Lopez in Bufera in Paradiso, I tre amigos, Friends (ep. 1x15), Seinfeld
- Ambrogio Colombo in Prima o poi me lo sposo, 2 Young 4 Me - Un fidanzato per mamma, The Ridiculous 6, Sandy Wexler
- Francesco Pannofino in Ho sposato un'aliena, Saturday Night Live, Rat Race
- Roberto Stocchi in Due uomini e mezzo, Mother's Day, Magnum P.I.
- Gaetano Varcasia in Genitori cercasi, The Producers - Una gaia commedia neonazista
- Massimo Rossi in La donna perfetta, Criminali da strapazzo
- Mino Caprio in Happiness - Felicità, Posta del cuore
- Luca Dal Fabbro in La grande promessa, Un weekend da bamboccioni 2
- Massimo Giuliani in Palle in canna
- Saverio Garbarino in Mr. Destiny
- Vittorio De Angelis in Gli scaldapanchina
- Angelo Nicotra in Las Vegas
- Paolo Buglioni in Dickie Roberts - Ex piccola star
- Sandro Iovino in La rapina
- Luigi Ferraro in Little Nicky - Un diavolo a Manhattan
- Neri Marcorè in Matilda 6 mitica
- Oliviero Dinelli in New Girl
- Giorgio Locuratolo in Scelta d'amore
- Marco Mete in Killing Hasselhoff
- Renato Cecchetto in Hawaii Five-0
- Carlo Cosolo in Teste di cono

da doppiatore è sostituito da:
- Vittorio Stagni in Fievel conquista il West
- Giorgio Gori ne I Simpson (Jay Sherman)
- Diego Reggente ne I Simpson (Llewelyn Sinclair)
- Davide Lepore ne I Simpson (Artie Ziff, ep. 2x12)
- Vittorio Guerrieri ne I Simpson (Artie Ziff, ep. 13x10, 24x02)
- Alberto Angrisano ne I Simpson (Artie Ziff, ep. 15x14)
- Simone Mori in Come cani e gatti
- Bruno Lauzi in The Critic
- Marco Mete in Hotel Transylvania
- Nanni Baldini in Hotel Transylvania 2